# Anhée
Anhée (valonă Anhêye) este o comună francofonă din regiunea Valonia din Belgia. Comuna Anhée este formată din localitățile Anhée, Annevoie-Rouillon, Bioul, Denée, Haut-le-Wastia, Sosoye, Warnant, Maredsous, Hun, Maredret și Salet. Suprafața sa totală este de 65,67 km². La 1 ianuarie 2008 comuna avea o populație totală de 7.014 locuitori. 
Comuna Anhée se învecinează cu comunele Profondeville, Yvoir, Onhaye și Mettet.